# Nanda Nagar
Nanda Nagar (nep. नन्दनगर) – gaun wikas samiti w zachodniej części Nepalu w strefie Lumbini w dystrykcie Kapilvastu. Według nepalskiego spisu powszechnego z 2001 roku liczył on 782 gospodarstw domowych i 5662 mieszkańców (2751 kobiet i 2911 mężczyzn).